# فايلزيلا
فايلزيلا (بالإنجليزية: FileZilla)‏ هو برنامج حر ومفتوح المصدر لنقل ملفات عبر بروتوكول نقل الملفات. يعمل على أنظمة تشغيل ويندوز, لينكس وماك. تم تنزيله بشكل كبير من موقع سورس فورج الذي يتم استضافة المشروع عليه كما أنه نال لقب برمجية الشهر في شهر 11 من سنة 2003 ميلادية.

## نبذة تاريخية
تم إنشاء فايلزيلا في عام 2001 من قبل تيم كوس (Tim KOSSE)واثنين من زملائه. قرروا جعله مفتوح المصدر لأن هناك العديد من عملاء بروتوكول نقل الملفات في السوق، ولم يفكروا في إمكانية تسويق فايلزيلا.

## المواصفات
يمتلك فايلزيلا مجموعة من الوظائف من بينها :
- وقف واستئناف الإرسال أو التنزيل،
- صف الانتظار (file d'attente)،
- أوامر قيادة شخصية،
- نظام مضاد للانقطاع
- كشف توقف جدار الحماية (Pare feu)،
- SOCKS4/5 و proxy HTTP1.1 ،
- SSL، SFTP، FTPS،
- واجهة السحب والإفلات (Drag and drop)
- مسيرالموقع مع المجلدات
- تحديث / تحميل
- داعم متعدد اللغات
- متعدد المنصات (Cross-Platform)

## تاريخ الإصدارات
تم إطلاق النسخة ألفا alpha الأولى في 27 فبراير 2001، ثم إطلاق النسخة بيتا Bêta في 11 نيسان 2001، بعد ذلك أطلقت أول نسخة رسمية في 12 يونيو 2001.
إصدار فايلزيلا الثاني (سبتمبر 2002) يعمل فقط مع ويندوز، في حين أن الإصدار 3 هو متعدد المنصات. ومع ذلك، الإصدار 3 (أطلق في 2007) هو تقريبا إعادة كتابة كاملة للإصدار 2، مما يعني أن بعض الميزات من الإصدار 2 لم يتم دمجها، ولكن، كما هو الحال بالنسبة للبرمجيات الحرة، ربما سيكون ذلك في وقت لاحق.

## وصلات خارجية
- فايلزيلا على موقع Open Hub (الإنجليزية)
- فايلزيلا على موقع Free Software Directory (الإنجليزية)
- فايلزيلا على موقع Framasoft (الفرنسية)
- فايلزيلا على موقع SourceForge (الإنجليزية)
- الموقع الرسمي